# Thelotornis
Thelotornis es un género de serpientes venenosas que pertenecen a la familia de los colúbridos. El género agrupa a 4 especies que se distribuyen en África.

## Especies
Se distinguen las siguientes especies:
- Thelotornis capensis Smith, 1849
- Thelotornis kirtlandii (Hallowell, 1844)
- Thelotornis mossambicanus (Bocage, 1895)
- Thelotornis usambaricus Broadley, 2001